# Hesperocharis erota
Hesperocharis erota är en fjärilsart som först beskrevs av Lucas 1852.  Hesperocharis erota ingår i släktet Hesperocharis och familjen vitfjärilar.
Artens utbredningsområde är Colombia. Inga underarter finns listade i Catalogue of Life.